# Вулиця Гарібальді (Харків)
Вулиця Гарібальді — вулиця у 606-му мікрорайоні Салтівського району міста Харків. Пролягає від вулиці Валентинівської до вулиці Владислава Зубенка.
Вулиця забудована багатоповерховими панельними будинками ІІ половини ХХ століття. До вулиці прилучаються вулиці Валентинівська і Владислава Зубенка.

## Супермаркети
- Посад
- Кулиничі
- Кисет
- Аттика